# Pleuroprucha imparata
Pleuroprucha imparata är en fjärilsart som beskrevs av Walker 1862. Pleuroprucha imparata ingår i släktet Pleuroprucha och familjen mätare. Inga underarter finns listade i Catalogue of Life.